# Miramichi
Miramichi är en ort i Kanada.   Den ligger i countyt Northumberland County och provinsen New Brunswick, i den östra delen av landet, 800 km öster om huvudstaden Ottawa. Miramichi ligger 18 meter över havet och antalet invånare är 18 129. Miramichi Airport ligger nära orten.
Terrängen runt Miramichi är huvudsakligen platt. Miramichi ligger nere i en dal. Det finns inga andra samhällen i närheten.
I omgivningarna runt Miramichi växer i huvudsak blandskog. Runt Miramichi är det mycket glesbefolkat, med 3 invånare per kvadratkilometer.